# 坎西苏勒蒙
坎西苏勒蒙（法語：Quincy-sous-le-Mont，法語發音：[kɛ̃si su lə mɔ̃]）是法国上法蘭西大區埃纳省的一个市镇，属于苏瓦松区。

## 地理
坎西苏勒蒙（49°18'22"N, 3°33'7"E）面积5.04 平方千米，位于法国上法蘭西大區埃纳省，该省份为法国北部内陆省份，北起北部省，西接索姆省和瓦兹省，东临阿登省和马恩省，西南至塞纳-马恩省，东北部与比利时接壤。
与坎西苏勒蒙接壤的市镇（或旧市镇、城区）包括：韦勒河畔库尔塞勒、茹艾涅、利梅、蒙圣母村、帕尔、塔尼耶尔。

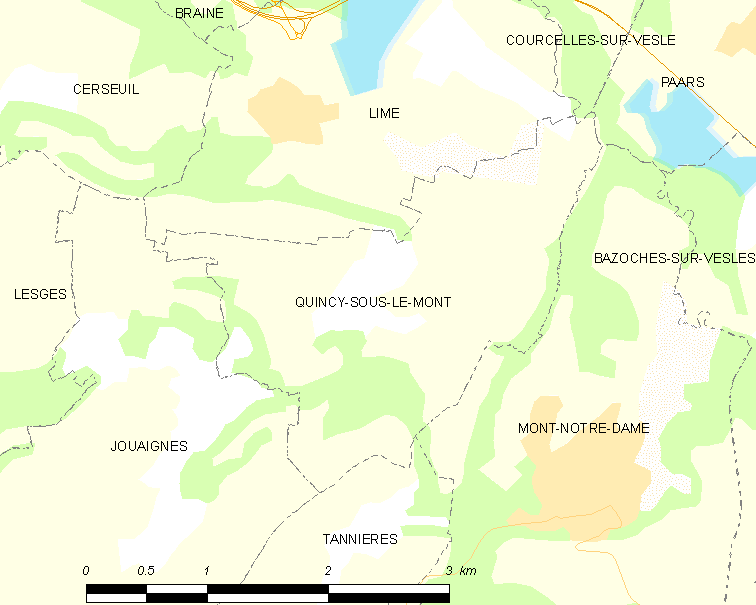
坎西苏勒蒙的OSM定位图

坎西苏勒蒙的时区为UTC+01:00、UTC+02:00（夏令时）。

## 行政
坎西苏勒蒙的邮政编码为02220，INSEE市镇编码为02633。

## 政治
坎西苏勒蒙所属的省级选区为塔德努瓦地区费尔县。

## 人口

1962-2008年间坎西苏勒蒙人口变化图示

坎西苏勒蒙于2022年1月1日时的人口数量为62人。